# District Stepnovski
District Stepnovski (Russisch: Степно́вский райо́н) is een district in het zuidoosten van de Russische kraj Stavropol. Het district heeft een oppervlakte van 1.887 vierkante kilometer en een inwonertal van 22.192 in 2010. Het administratieve centrum bevindt zich in Stepnoje.
Bestuurlijk centrum: Stavropol

Steden: Blagodarny · Boedjonnovsk · Georgiejevsk · Ipatovo · Izobilny · Jessentoeki · Kislovodsk · Lermontov · Michajlovsk · Mineralnye Vody · Neftekoemsk · Nevinnomyssk · Novoaleksandrovsk · Novopavlovsk · Pjatigorsk · Svetlograd · Zelenokoemsk · Zjeleznovodsk

Districten: Aleksandrovski · Andropovski · Apanasenkovski · Arzgirski · Blagodarnenski · Boedjonnovski · Georgiejevski · Gratsjovski · Ipatovski · Izobilnenski · Kirovski · Koerski · Kotsjoebejevski · Krasnogvardejski · Levokoemski · Mineralovodski · Neftekoemski · Novoaleksandrovski · Novoselitski · Petrovski · Predgorni · Sjpakovski · Sovetski · Stepnovski · Toerkmenski · Troenovski